# Gangwon FC
Gangwon FC (kor. 강원 FC) – południowokoreański klub piłkarski, występujący w K League 1. Klub ma siedzibę w mieście Chuncheon, w prowincji Gangwon.

## Stadion
Domowe mecze klub rozgrywa na stadionie Chuncheon Songam Leports Town, który może pomieścić 25000 widzów.

## Skład na sezon 2018
| Nr | Poz. | Piłkarz           |
| -- | ---- | ----------------- |
| 1  | BR   | Kim Ho-jun        |
| 2  | OB   | Lee Jae-ik        |
| 3  | OB   | Lee Ho-in         |
| 4  | OB   | Walendinos Sielis |
| 5  | OB   | Lee Joo-young     |
| 6  | PO   | Lee Min-soo       |
| 7  | PO   | Jung Seok-hwa     |
| 8  | PO   | Hwang Jin-sung    |
| 9  | NA   | Jung Jo-gook      |
| 10 | NA   | Diego Maurício    |
| 12 | NA   | Lim Chan-wool     |
| 13 | PO   | Nam Seung-woo     |
| 14 | OB   | Oh Beom-seok      |
| 15 | PO   | Lee Jae-kwan      |
| 16 | BR   | Ham Seok-min      |
| 18 | PO   | Kim Seung-yong    |
| 19 | PO   | Park Chang-joon   |

| Nr | Poz. | Piłkarz         |
| -- | ---- | --------------- |
| 21 | BR   | Hong Ji-yoon    |
| 22 | OB   | Jung Seung-yong |
| 23 | BR   | Lee Bum-young   |
| 24 | PO   | Kang Ji-hoon    |
| 26 | PO   | Yoon Min-ho     |
| 27 | OB   | Park Sun-ju     |
| 29 | PO   | Lee Hyeon-sik   |
| 30 | OB   | Kim Oh-gyu      |
| 32 | NA   | Kim Soo-hyeok   |
| 33 | NA   | Seo Myeong-won  |
| 44 | OB   | Dylan McGowan   |
| 55 | NA   | Uroš Đerić      |
| 66 | PO   | Park Jeong-soo  |
| 70 | NA   | Jung Sung-hyun  |
| 77 | NA   | Kim Ji-hyeon    |
| 88 | PO   | Kim Kyeong-woo  |
| 99 | OB   | Kim Oh-gyu      |